# Ciencia ficción en Japón
La ciencia ficción en Japón es un subgénero de la moderna literatura japonesa que ha influido fuertemente en aspectos de la cultura pop japonesa contemporánea, incluido anime, manga, videojuegos y tokusatsu. 

## Historia

### Orígenes
Tanto la historia de la tecnología como de la mitología de Japón desempeñan su papel en el desarrollo de su ciencia ficción. Sin embargo, la ciencia ficción en el sentido estándar no comenzará hasta la Restauración Meiji y la importación de las ideas occidentales. 
La primera ciencia ficción que tuvo alguna influencia para ser traducidas al japonés fueron las novelas de Julio Verne. Kaitei Gunkan (Submarino de guerra), de Shunro Oshikawa, publicado en 1900, describe submarinos y predice una próxima guerra ruso-japonesa. 
Durante el período entre las guerras mundiales (entreguerras), la ciencia ficción japonesa fue más influenciado por la ciencia ficción americana. Un popular escritor de la época fue Unno Juza, a veces llamado "el padre de la ciencia ficción japonesa". La calidad literaria de esta época, y la anterior, tendió a ser baja. Antes de la Segunda Guerra Mundial, el japonés raramente, o nunca, vio la ciencia ficción como una literatura que valiera la pena. En lugar de ello, fue considerada una forma de literatura trivial para niños.

### Después de la Segunda Guerra Mundial
La era de la moderna ciencia ficción japonesa se inició con la influencia de las revistas en rústica que el ejército de ocupación de EE. UU. llevó a Japón después de la Segunda Guerra Mundial. La primera revista de ciencia ficción en Japón, Seiun (星雲?), fue creada en 1954 pero se interrumpió después de un solo número. Varias revistas de corta duración seguirían a  Seiun en el mercado japonés, pero ninguna experimentó gran éxito. 
La ciencia ficción en Japón ganaría popularidad en la década de 1960. Tanto la SF Magazine (SFマガジン?) de Hayakawa como el fanzine de ciencia ficción Polvo cósmico (宇宙塵 Uchūjin?) comenzarían a publicarse en dicha década. La primera convención Nihon SF Taikai (日本SF大会?) se celebraría en 1962. En 1963 se formó la asociación de escritores Science Fiction and Fantasy Writers of Japan (SFWJ, Escritores de ciencia ficción y fantasía de Japón) con once miembros.
Notables autores como Sakyo Komatsu, Yasutaka Tsutsui, Ryo Hanmura, Mitsuse Ryu, Kazumasa Hirai y Aritsune Toyota debutaron en el concurso Hayakawa SF. Otros autores, como Taku Mayumura, Shinichi Hoshi y Aran Kyodomari, también fueron publicados. Aunque influenciado por el Occidente, su trabajo fue claramente japonés. Por ejemplo, Kazumasa Hirai, Aritsune Toyota y Takumi Shibano escribieron novelas, así como parcelas para el anime y manga de ciencia ficción, que son algunos de los ejemplos más destacados de la contribución japonesa al género de la ciencia ficción. 
Las contribuciones de excelentes traductores como Tetsu Yano, Masahiro Noda, Hisashi Asakura y Norio Itō introdujeron la ciencia ficción anglosajona a los lectores de Japón, influyendo mucho en la opinión pública sobre la ciencia ficción. El primer editor de SF Magazine, Masami Fukushima, fue también un excelente novelista y traductor.

### Infiltración y difusión
El interés del público en la ciencia ficción aumentaría notablemente en Japón por la Expo'70. Nihon Chinbotsu, de Komatsu (Fregaderos Japoneses, Japan Sinks, 1973) fue un best-seller. Uchū Senkan Yamato (Space Battleship Yamato), una obra de anime en un escenario de ciencia ficción, fue transmitido, mientras que Star Wars se proyectaría en Japón a finales de los años 1970. El cambio en la naturaleza del género de ciencia ficción en Japón, como resultado de estos eventos a menudo se denomina "Infiltración y Difusión" (浸透と拡散 Shinto to Kakusan). 
En ese momento, la serie de Hanmura, Denki-SF (伝奇SF,?  literalmente "ciencia ficción basada en la mitología"), y la serie de Hirai, Wolf Guy se convirtieron en prototipos de las posteriores novelas ligeras japonesas a través de las obras de Hideyuki Kikuchi, Baku Yumemakura y Haruka Takachiho. Además, se fundaron las nuevas revistas de ciencia ficción tales como Kisō-Tengai (奇想天外), SF-Adventure (SFアドベンチャー) y SF Hoseki (SF宝石). Un notable número de autores debutó ya fuese en SF Magazine, o en una de estas nuevas publicaciones: Akira Hori, Junya Yokota, Kōji Tanaka, Masaki Yamada, Musashi Kanbe, Azusa Noa, Chōhei Kanbayashi, Mariko Ohara, Ko Hiura, Hitoshi Kusakami, Motoko Arai, Baku Yumemakura , Yoshiki Tanaka y Hiroe Suga. 
En la década de 1980, el aspecto audiovisual de la ciencia ficción japonesa siguió desarrollándose. Fueron seleccionadas Kaze no Tani no Naushika (Nausicaä del Valle del Viento) de Hayao Miyazaki, y de Mamoru Oshii, su Urusei Yatsura II: Beautiful Dreamer . En TV, las series de robot anime serían transmitidas a partir de Mobile Suite Gundam , y el grupo artístico de ciencia ficción Studio Nue, se unió al personal de The Super Dimension Fortress Macross. Los animadores Hideaki Anno, Yoshiyuki Sadamoto, Takami Akai y Shinji Higuchi, quienes habían llamado la atención mediante la creación de anime que fue expuesto en Daicon III y Daicon IV, establecieron Studio Gainax.

### Edad de invierno
Las revistas literarias de ciencia ficción comenzaron a desaparecer a finales de 1980 cuando la atención del público pasó cada vez más a los medios audiovisuales. El concurso de ciencia ficción Hayakawa también fue suspendido, eliminando una salida importante de la labor de muchos escritores. Una serie de escritores de ciencia ficción y ópera espacial, incluyendo Hosuke Nojiri, Hiroshi Yamamoto, Ryuji Kasamine y Yuichi Sasamoto, comenzaron a escribir en los géneros de "novela ligera" (ライトノベル; raito noberu), libros de bolsillo de ciencia ficción y novelas de fantasía, que son comercializadas principalmente a los adolescentes. Este periodo, durante el cual disminuyó la literatura de ciencia ficción, ha sido llamado la "Edad de Invierno" (冬の時代, Fuyu no Jidai). En la corriente principal de la ciencia ficción, Yoshiki Tanaka publicó la serie Ginga Eiyu Densetsu (La leyenda de los héroes galácticos). 
La frontera entre las novelas de ciencia ficción y las novelas ligeras se difumina en el decenio de 1990. Aunque la serie Seikai no Monshō de Hiroyuki Morioka se considera en la veta de la novela ligera, la serie fue publicada por Hayakawa Shobo como parte del mainstream de la ciencia ficción. Por otro lado, escritores de novela ligera como Sasamoto y Nojiri también publicaron novelas de ciencia ficción dura.

### Década de los 2000
En la década de los 2000 se vio una recuperación en el mercado de la ciencia ficción literaria. Los libros de ciencia ficción tuvieron ventas sólidas en comparación con el declive general de la industria editorial. La SFWJ y el editorial Tokuma Shoten iniciaron el premio Japan SF Budding Writer Award (Escritores prometedores de ciencia ficción de Japón) en 1999, y Tokuma lanzó la revista trimestral SF Japan en 2000 (cesó en 2011). El editorial Hayakawa inició un nuevo sello, J Collection, en 2002. La Kadokawa Haruki Corporation llevó a cabo el concurso de premios Komatsu Sakyō en 2000 (cesó en 2009). Una nueva serie de antología de lo Mejor del Año, editada por Nozomi Ōmori y Sanzō Kusaka, inició en 2008 por el editorial Tōkyō Sōgensha y, a partir de ella, se inició el concurso del Premio Sogen a relatos cortos de ciencia ficción en 2010. 
Entre los finalistas del Premio Komatsu Sakyō y debutando en la J Collection, Keikaku Itō causó una gran impresión en su corta carrera antes de morir de cáncer en 2009. Tō Enjō, pasándose a la literatura convencional, fue nominado al Premio Akutagawa y finalmente lo ganó en 2012. Yūsuke Miyauchi, quien fue la selección especial del jurado para el Premio Sogen en 2010, fue nominado al Premio Naoki y ganó el Nihon SF Taisho en 2012 por su colección debut, 盤 上 の 夜 (Banjō no yoru). La 65.ª Convención Mundial de Ciencia Ficción se celebró junto con la 46.ª Nihon SF Taikai en Yokohama, Japón, en 2007.

## Subgéneros

### Kamishibai
El Kamishibai es una forma de teatro callejero en el que los narradores orales ilustran sus historias con arte pintado, y que se hizo popular en la década de 1930 en Japón. Había una variedad de historias y temas populares en el kamishibai, que ahora se pueden ver en el manga y el anime contemporáneos. Esto incluye a uno de los primeros superhéroes, Ōgon Bat (Murciélago Dorado, conocido en español como Fantasmagórico), que debutó en 1931. Otro superhéroe temprano en el kamishibai fue Príncipe de Gamma, que debutó a principios de la década de 1930 y anticipó elementos de Superman, incluyendo una identidad secreta (su alter ego era un niño de la calle) y una historia de origen extraterrestre. Estos dos primeros superhéroes japoneses son anteriores a los superhéroes estadounidenses populares como Superman (debut en 1938) y Batman (debut en 1939).

### Tokusatsu
Tokusatsu (en japonés: 特 撮, "filmación especial") es un término japonés para una película de acción en vivo o un drama televisivo que hace un uso intensivo de efectos especiales. Los temas en las obras de Tokusatsu a menudo tienen que ver con la ciencia ficción. El tokusatsu tiene varios subgéneros:
- Kaiju: películas de monstruos como Godzilla, Gamera o Rodan
- Películas de tokusatsu: películas de ciencia ficción como Uchūjin Tōkyō-ni Arawaru (1956),  Uchū Kaisokusen (1961) y Ganmā Daisan Gō: Uchū Daisakusen (1968)
- Serie de superhéroes tokusatsu: series de televisión japonesas como Ultraman, Kamen Rider, Super Sentai y Metal Hero
- Dramas Mecha, como Giant Robo y Maguma Taishi

### Mecha
Mecha (en japonés: メ カ, pronunciación: meka) se refiere a géneros de ciencia ficción que se centran en robots gigantes o máquinas ("mechas") controladas por personas. En Japón, el anime mecha (también llamado "anime robot" en Japón) es uno de los géneros más antiguos del anime.
Hay dos subgéneros principales de mecha anime y manga:
- Super robot (ス ー パ ー ロ ボ ッ ト sūpā robotto): algunos de los primeros mechas que aparecen en el manga y el anime fueron 'super robots'.[8] El género de súper robot presenta robots gigantes similares a superhéroes que a menudo son únicos y productos de una civilización antigua, extraterrestres o de un científico loco. Estos robots suelen ser piloteados por adolescentes japoneses a través de comandos de voz o enlaces neuronales, y a menudo funcionan con fuentes de energía místicas o exóticas.[8] Ejemplos de este subgénero incluyen Mazinger Z (debut en 1972), Getter Robo (debut en 1974) y Gurren Lagann (2007).
- Robot real (リ ア ル ロ ボ ッ ト riaru robotto): el género del 'robot real' presenta robots que no tienen superpoderes míticos, sino que utilizan en gran medida armas y fuentes de energía convencionales, aunque futuristas, y a menudo se producen en masa a gran escala para su uso en guerras.[8] El género de los robots reales también tiende a presentar personajes más complejos con conflictos morales y problemas personales.[9] Por tanto, este género está dirigido principalmente a adultos jóvenes en lugar de a niños.[10] Entre los ejemplos se incluyen Gundam (debut en 1979), Macross (debut en 1983) y Code Geass (debut en 2006).

### Ciberpunk
El ciberpunk japonés tiene sus raíces en la cultura musical underground, específicamente en la subcultura punk japonesa que surgió de la escena musical punk japonesa en la década de 1970. El cineasta Sogo Ishii introdujo esta subcultura en el cine japonés con sus películas punk Panic High School (1978) y Crazy Thunder Road (1980), que retrataban la rebelión y la anarquía asociadas con el punk, y llegó a ser muy influyente en los círculos cinematográficos underground. Crazy Thunder Road en particular fue una película de motociclistas influyente, con una estética de pandilla de motociclistas punk que allanó el camino para la influyente franquicia ciberpunk de Katsuhiro Otomo, Akira. El subgénero del ciberpunk japonés comenzó en 1982 con el debut de la serie de manga Akira, con su adaptación cinematográfica al anime de 1988 que luego popularizó el subgénero. Akira inspiró una ola de trabajos ciberpunk japoneses, incluyendo series de manga y anime como Ghost in the Shell (1989), Battle Angel Alita (1990), Cowboy Bebop (1997) y Serial Experiments Lain (1998).

### Steampunk
El steampunk japonés consiste en manga y anime. Los elementos steampunk han aparecido constantemente en el manga convencional desde la década de 1940, que se remonta a la épica trilogía de ciencia ficción de Osamu Tezuka que consta de Lost World (1948), Metropolis (1949) y Nextworld (1951). Los elementos steampunk que se encuentran en el manga finalmente se abrieron paso en las producciones de anime convencionales a partir de la década de 1970, incluyendo programas de televisión como Space Battleship Yamato de Leiji Matsumoto (1974) y la adaptación al anime de 1979 del manga La rosa de Versalles de Riyoko Ikeda (1972). El animador steampunk más influyente fue Hayao Miyazaki, que estaba creando anime steampunk desde la década de 1970, comenzando con el programa de televisión Mirai Shōnen Konan (1978). Su manga Nausicaä del Valle del Viento (1982) y su adaptación cinematográfica al anime de 1984 también contenían elementos steampunk. La producción steampunk más influyente de Miyazaki fue la película de anime de Studio Ghibli El castillo en el cielo (1986), que se convirtió en un hito importante en el género y ha sido descrita por The Steampunk Bible como "uno de los primeros clásicos modernos del steampunk". El éxito de El castillo en el cielo inspiró una ola de obras steampunk japonesas, como Fushigi no Umi no Nadia (1990),Porco Rosso (1992), Sakura Taisen (1996), Fullmetal Alchemist (2001), Howl no Ugoku Shiro (2004) y Steamboy (2004).

### Dieselpunk
Ejemplos de dieselpunk japonés incluyen el manga  Nausicaä del Valle del Viento (1982)  de Hayao Miyazaki y su adaptación cinematográfica al anime de 1984, la película de anime El castillo en el cielo (1986) de Miyazaki y Studio Ghibli, y el videojuego de rol japonés de Squaresoft Final Fantasy VII (1997).

### Isekai
Isekai (japonés: 異 世界, traducción "mundo diferente") es un subgénero de novelas ligeras, manga, anime y videojuegos japoneses que giran en torno a una persona normal de la Tierra que es transportada, renacida o atrapada en un universo paralelo. Mientras que muchos isekai involucran un mundo de fantasía, varios isekai involucran un mundo virtual. Las franquicias Digimon Adventure (debut en 1999) y .hack (debut en 2002) fueron algunas de las primeras obras en presentar el concepto de isekai como un mundo virtual (inspirado en los videojuegos), con Sword Art Online (debutando también en 2002) siguiendo sus pasos. Algunos isekai están ambientados en un mundo anteriormente virtual que se convierte en uno real, como en Log Horizon (debut en 2010) y Overlord (debut en 2010).

## Literatura

### Artistas
- Hiroshi Manabe
- Studio Nue
- Eiji Yokoyama

### Premios
- Premio Hayakawa
- Premio Nihon SF Taisho
- Premio Seiun

### Editores
- Hayakawa Shobo
- Tokio Sogensha
- Tokuma Shoten
- Kadokawa Shoten

## Fandom

### Convenciones
- Nihon SF Taikai